# Ceratopsyche lianchiensis
Ceratopsyche lianchiensis är en nattsländeart som beskrevs av Li och Tian 1990. Ceratopsyche lianchiensis ingår i släktet Ceratopsyche och familjen ryssjenattsländor. Inga underarter finns listade i Catalogue of Life.